# Giuseppe Berardi

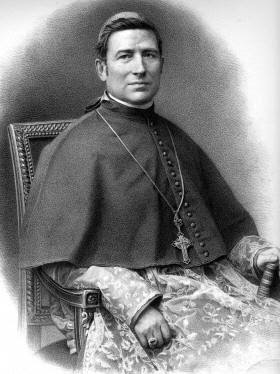
Giuseppe Kardinal Berardi

Giuseppe Berardi (* 28. September 1810 in Ceccano; † 6. April 1878 in Rom) war ein Kardinal der römisch-katholischen Kirche.

## Leben
Berardi erwarb 1837 den Doktortitel in Zivil- und Kirchenrecht. Obwohl er Auditor an der Apostolischen Kammer war, gehörte er zunächst nicht dem geistlichen Stand an – er war verheiratet und hatte eine Tochter. Während der Revolution von 1848 begleitete er Papst Pius IX. ins Exil nach Gaeta. Der Papst ernannte ihn am 1. September 1849 zum Apostolischen Pro-Legaten in Velletri, im nächsten Jahr ernannte er ihn zum Apostolischen Protonotar. Von 1851 bis 1859 war Berardi Substitut des vatikanischen Staatssekretariats. 1861 wurde er Konsultor des Heiligen Offiziums. Giuseppe Berardi war mit dem späteren Heiligen Giovanni Bosco befreundet und trug dazu bei, dass der Papst dessen Orden 1874 kirchlich anerkannte. 1862 entsandte ihn Pius IX. nach Russland, um dort Gespräche über den Aufbau einer Nuntiatur aufzunehmen. Berardi musste allerdings erfolglos wieder abreisen.
Nachdem er am 19. März 1862 die Priesterweihe empfangen hatte, ernannte ihn Papst Pius IX. am 7. April desselben Jahres zum Titularerzbischof von Nicaea. Die Bischofsweihe spendete ihm am 8. November 1863 Kardinal Costantino Patrizi Naro. Im Konsistorium vom 13. März 1868 nahm ihn Pius IX. als Kardinalpriester von Santi Marcellino e Pietro ins Kardinalskollegium auf. Im selben Jahr wurde er Pro-Minister für Handel und Öffentlichkeitsarbeit, was er bis 1870 blieb. Von 1869 bis 1870 nahm der als gemäßigt geltende Berardi am Ersten Vatikanischen Konzil teil. Nach dem Tod Pius’ IX. nahm Kardinal Berardi am Konklave 1878 teil und starb wenige Monate später. Er wurde auf dem Friedhof Campo Verano in Rom beigesetzt.